# He, Ma'anshan
He, tidigare romaniserat Hohsien, är ett härad i staden Ma'anshan i provinsen Anhui i östra Kina.
He tillhörde tidigare Chaohus stad på prefekturnivå, men när Chaohu förlorade sin status som prefektur 2011 överfördes He till Ma'anshan.
He är indelat i nio köpingar och en administrativ enhet på sockennivå.
Köpingar (zhen):

- Baiqiao (白桥镇)
- Gongqiao (功桥镇)
- Laoqiao (姥桥镇)
- Liyang (历阳镇)
- Shanhou (善厚镇)
- Shiyang (石杨镇)
- Wujiang (乌江镇)
- Xiangquan (香泉镇)
- Xibu (西埠镇)

Område på sockennivå:
- Anhui Hexian Jingji Kaifaqu ekonomisk utvecklingszon (安徽和县经济开发区)